# جيمي نيكولز
جيمي نيكولز هو مهندس المناظر الطبيعية وسياسي كندي، ولد في 15 أكتوبر 1971 في مونتريال في كندا. نشط حزبياً في الحزب الديمقراطي الجديد. في الانتخابات الاتحادية الكندية 2011 ‏، انتخب عضو مجلس العموم الكندي عن دائرة Vaudreuil—Soulanges (federal electoral district) ‏ وقد انضم خلال فترته النيابية ‏ (2 مايو 2011 – 18 أكتوبر 2015) للكتلة البرلمانية الحزب الديمقراطي الجديد وانتخب عضو مجلس العموم الكندي.